# Symfonie nr. 11 (Michael Haydn)
Symfonie nr. 11 in Bes majeur, Perger 9, Sherman 11, MH 82 en 184, is een symfonie van Michael Haydn. Hij schreef het stuk in Salzburg in 1766.

## Orkestratie
De symfonie is geschreven voor:
- Twee hobo's.
- Twee fagotten.
- Twee hoorns.
- Strijkers.

## Onderdelen
De symfonie bestaat uit vier delen:
- I Allegro assai.
- II Andantino.
- III Menuetto e trio.
- IV Allegro molto.

1 · 2 · 3 · 4 · 5 · 6 · 7 · 8 · 9 · 10 · 11 · 12 · 13 · 14 · 15 · 16 · 17 · 18 · 19 · 20 · 21 · 22 · 23 · 24 · 25 · 26 · 27 · 28 · 29 · 30 · 31 · 32 · 33 · 34 · 35 · 36 · 37 · 38 · 39 · 40 · 41